# Ballerup Super Arena
Le Ballerup Super Arena est une arène multi-sport située à Ballerup, au Danemark.

## Événements organisés
- Les Six jours de Copenhague y ont lieu chaque année.
- Les championnats du monde de cyclisme sur piste, du 25 au 29 septembre 2002, en 2010, du 24 au 28 mars, et du 16 au 20 septembre 2024
- Les championnats du monde de badminton du 25 au 31 août 2014.